# Крылов, Дмитрий Михайлович
Дмитрий Михайлович Крылов (1906—1968) — советский учёный-медик, доктор медицинских наук, профессор; участник Великой Отечественной войны, полковник медицинской службы.
Автор 35 опубликованных научных работ, сделал 50 сообщений и докладов на научных конференциях в Москве, Ленинграде, Якутске и других городах СССР.

## Биография
Родился 22 сентября 1906 года в селе Багриново Орловской губернии, ныне Болховского района Орловской области.
Окончив в 1926 году школу, поехал в Ленинград, где работал рабочим на металлургическом заводе им. Карла Маркса. В 1927 году поступил и в 1931 году окончил 2-й Ленинградский медицинский институт (ныне Санкт-Петербургская государственная медицинская академия имени И. И. Мечникова). Продолжил обучение в аспирантуре Ленинградского института хирургического туберкулеза которую окончил в 1934 году. Кандидатскую диссертацию на тему «Клинико-рентгенологические и патолого-анатомические изменения в тазобедренном суставе» защитил в этом же году.
С 1937 года Дмитрий Крылов работал заведующим отделением, с 1939 года — заместителем директора, а с 1940 года — директором Ленинградского института хирургического туберкулеза. В годы Великой Отечественной войны находился в блокадном Ленинграде, служил военным медиком. Одновременно занимался общественной работой в качестве члена Ленинградского горкома партии.
В 1944 году Крылов защитил докторскую диссертацию на тему «Специфические изменения в костном мозгу и синовиальных оболочках при гематогенных формах туберкулеза». В 1947 году ему присвоено звание профессора. В 1953году был направлен Минздравом РСФСР в Якутию, где был назначен заместителем директора Якутского филиала института туберкулеза Академии медицинских наук СССР (ЯФИТ АМН СССР) по науке, был заведующим костным отделением городской туберкулезной больницы.
В 1956 году, в год открытия Якутского государственного университета (ЯГУ, ныне Северо-Восточный федеральный университет имени М. К. Аммосова), профессора Крылова пригласили на работу для организации в вузе медицинского факультета. Сначала он работал в качестве декана естественного факультета, а затем и заведующего медицинским отделением этого факультета. В 1960 году благодаря деятельности Д. М. Крылова на базе отделения был открыт медицинский факультет ЯГУ. С 1956 по 1959 год Крылов был деканом естественного факультета, с 1961 по 1965 год — деканом медицинского факультета.
Умер 25 января 1968 году.

## Заслуги
- Награждён орденом Трудового Красного Знамени (1945) и медалями, среди которых «За оборону Ленинграда» (1943)[3] и «За победу над Германией в годы Великой Отечественной войны 1941—1945 гг.» (1945).
- Заслуженный врач РСФСР, Заслуженный врач Якутской АССР.